# Lega Nazionale Pallavolo
La Lega Nazionale Pallavolo Serie B è l'entità che, legata alla FIPAV da una convenzione che ne riconosce le rispettive responsabilità ed attribuzioni, raggruppa e rappresenta le società partecipanti ai campionati nazionali maschili di Serie B e femminili di Serie B1 e B2. Ha sede a Burago di Molgora, in provincia di Monza e Brianza. Per il quadriennio 2013-2016 il consiglio direttivo della Lega vede Gaetano Dinghile nel ruolo di Presidente ed Antonio Romano e Roberto Puddu nel ruolo di Vicepresidenti Esecutivi. Dalla stagione 2016/2017, a seguito di una riforma, non esistono più i campionati di Serie B1 e B2 maschili, ma è stato creato un unico campionato di Serie B maschile.

## Regole
Al fine di promuovere il ruolo dei Campionati di Serie B a "palestra di sviluppo" per i futuri giocatori e giocatrici di serie A, è fissato un limite di tre (3) giocatori/giocatrici "over 30" per formazione, ovvero ogni squadra non può schierare tra i propri tesserati partecipanti ai campionati di B, più di tre giocatrici che abbiano compiuto il trentesimo anno d'età al principio della stagione agonistica. Per lo stesso motivo alle società che schierano in formazione solo giocatrici under 18 viene riservata la possibilità di "ripescaggio" in caso di retrocessione alla categoria inferiore

## Campionato maschile

### Serie B
La Serie B rappresenta la terza categoria della pallavolo maschile italiana. Dalla stagione 2016-17 ha sostituito i campionati di Serie B1 e Serie B2. È un campionato nazionale al quale prendono parte 126 squadre, suddivise secondo criteri di vicinanza geografica in nove gironi da 14 squadre ciascuno.
Come i campionati di Serie A, anche la B si articola in due fasi:
- la Regular Season, basata sulla formula del girone all'italiana con gare d'andata e ritorno prevede la qualificazione ai play-off promozione da parte della prima e seconda classificata e la retrocessione in Serie C delle ultime quattro classificate
- i play-off promozione, che determinano il nome delle cinque squadre promosse in Serie A3.

## Campionato femminile

### Serie B1
La Serie B1 rappresenta la terza categoria della pallavolo femminile italiana. È un campionato nazionale al quale prendono parte 56 squadre, suddivise secondo criteri di vicinanza geografica in quattro gironi da quattordici squadre ciascuno.
Come i campionati di Serie A, anche la B1 si articola in due fasi:
- la Regular Season, basata sulla formula del girone all'italiana con gare d'andata e ritorno, che determina le dodici squadre (le prime tre classificate di ogni girone) che accedono ai playoff promozione così come le dodici squadre (le tre ultime classificate per ogni girone) retrocedono direttamente in Serie B2;
- i play-off promozione, che determinano i nomi delle altre tre squadre promosse in Serie B1

### Serie B2
La Serie B2 rappresenta la quarta categoria della pallavolo femminile italiana. È un campionato nazionale al quale, stagione 2013/2014, hanno preso parte 122 squadre, suddivise secondo criteri di vicinanza geografica in sette gironi da quattordici squadre ciascuno e da due gironi da dodici squadre ciascuno-
Come la Serie B1, anche la Serie B2 si articola in due fasi:
- la Regular Season, basata sulla formula del girone all'italiana con gare d'andata e ritorno, che determina le nove squadre (le prime classificate di ogni girone) promosse direttamente in Serie B1, diciotto squadre (le seconde e terze classificate di ogni girone) ammesse alla fase successiva e le trentadue squadre (le ultime quattro per i sette gironi da quattordici e le ultime due per i due gironi da dodici) retrocesse in Serie C;
- i play-off promozione, che determinano i nomi delle altre tre squadre promosse in Serie B1.